# Gildó
Gildó (en llatí Gildo, de vegades Gildon) va ser un cap amazic del darrer període de l'Imperi Romà d'Occident. El seu pare, Nubel, era una persona de molta influència entre els provincials de Mauritània i al morir va deixar nombrosos fills legítims o il·legítims entre els quals Firm (Firmus), Zamma o Zammac, Gildó (Gildo), Mascezel o Mascizel o Mascezil (Zòsim l'anomena Μασκέλδηλος), Dius, Salmaces, i Mazuca, i una filla Círia (Cyria), que són els anomenats per Ammià Marcel·lí.
Zamma era amic del comte d'Àfrica, Romà, però fou mort per Firm i el comes Romà va iniciar una persecució ferotge que hauria estat la causa de la revolta de Firm (vers 372 a 375). Círia hauria donat suport a la revolta igual que tots els germans menys Gildó, que va cooperar amb el comte Teodosi, el pare del futur Teodosi I el Gran. Mazuca va ser ferit de mort i capturat durant la lluita i Firm va acabar suïcidant-se.
Gildó va fer importants serveis a Teodosi i això li va permetre després obtenir el càrrec de Comes Africae i de Magister utriusque militiae per Africam. La província hauria estat governada per Gildó durant 12 anys segons Claudià (del 386 al 398).
Aproximadament l'any 387 la província va caure en mans del rebel Màxim i no se sap que va fer llavors Gildó però cal suposar que va restar lleial si va continuar en el govern. El Codex Theodosianus demostra que exercia el càrrec el 393.
A la guerra de Teodosi contra Arbogast i Eugeni, el 394, Gildó va tenir una posició ambigua, ja que encara que segurament era lleial a Teodosi, no li va enviar ni diners, ni vaixells ni soldats i Claudià diu que Teodosi es va enfadar per això i que només la mort li va impedir fer-li la guerra.
El 397 l'eunuc Eutropi el va instigar a canviar la seva lleialtat de l'imperi occidental a l'oriental i Arcadi el va acceptar com a subjecte però Estilicó, guardià d'Honori no estava tan ben disposat i va fer declarar a Gildó com enemic pel senat que li va declarar la guerra.
En aquest mateix temps, Mascezel, germà de Gildó, les relacions del qual amb el governador no són clares, bé perquè desaprovava el canvi de lleialtat, bé perquè romania enemic i la seva vida corria perill, va fugir a Itàlia deixant a Àfrica dos fills que servien a l'exèrcit i als que Gildó va fer matar. Estilicó va considerar que Mascezel seria un bon cap contra Gildó, i li va donar el comandament d'uns 5000 soldats enviat contra Gildo el 398. Mascezel era cristià i es va fer acompanyar de diversos monjos i tota l'expedició va ser plena d'exercicis religiosos. Va desembarcar a Àfrica entre Thebeste i Metridera (a l'Àfrica pròpia) on es va trobar amb Gildó, que va reunir un exèrcit que suposadament tenia setanta mil homes, en part romans que el seguien en la seva revolta i en part gent de les tribus africanes reclutades darrerament. Mascezel havia tingut un somni en el que Ambròs, bisbe de Milà mort poc abans, se li apareixia i li assegurava la victòria, i es va enfrontar als enemics amb seguretat i els va derrotar. Gildó va poder escapar cap a la costa i va agafar un vaixell però els vents contraris el van portar a Tabraca (Tabarka) on el van capturar i empresonar; es va penjar a la seva presó als pocs dies l'any 398.
Si les afirmacions de Claudià són certes, Gildó va ser un tirà detestable, mogut per la crueltat, la luxúria i l'avarícia. Gildó era pagà però la seva dona era cristiana com també una filla de nom Salvina que vers el 390 es va casar amb Nebridi, nebot de Flacil·la la dona de l'emperador Teodosi I el Gran i van tenir dos fills. La germana de Gildó, Círia, també era cristiana i va dedicar la seva vida a la virginitat perpètua.
Quan Mascezel va tornar a Itàlia per donar comptes de la victòria, i va anar a Milà on era Estilicó, va caure (per accident o perquè el van empènyer) a un riu i es va ofegar. Orosi diu que la seva mort era un càstig diví pel seu orgull després de la victòria, per oblidar-se dels monjos que havia portat a l'expedició i per haver agafat a persones que s'havien refugiat en una església. Aquestes acusacions suggereixen que les seves suposades mostres de cristianisme eren interessades i potser corresponien a la necessitat d'encoratjar a les tropes pròpies.